# Sungai Selirong
Sungai Selirong – rzeka na wyspie Pulau Selirong w mukime Labu w dystrykcie Temburong w Brunei. Stanowi długi, wąski dopływ. Od wschodu łączy się z Sungai Raya. Na zachodzie uchodzi do Zatoki Brunei, będącej częścią Morza Południowochińskiego.
Brzegi porośnięte lasem mangrowym złożonym z wysokich przedstawicieli Rhizophora i Xylocarpus. Rejon ten objęty jest ochroną w ramach Pulau Selirong Forest Recreation Park.